# Patrimoniu
Patrimoniu (Patrimonio en italià i en francès) és una comuna francesa, situada a la regió de Còrsega, al departament d'Alta Còrsega. L'any 1999 tenia 645 habitants.

## Demografia
| 1962 | 1968 | 1975 | 1982 | 1990 | 1999 |
| ---- | ---- | ---- | ---- | ---- | ---- |
| 345  | 393  | 397  | 447  | 546  | 645  |

## Administració
| Període | Identitat      | Partit | Qualitat |  |
| ------- | -------------- | ------ | -------- |  |
| 2001-   | Guy Maestracci |        |          |  |